# 夢ナビ
夢ナビ（ゆめナビ）は、高校生に大学の学問を広報するためのサービスである。高校生を対象として、大学教員が原稿や生講義の形式で、自らが研究する学問のトピックを伝えることにより、高校生が自身の関心に関連する学問を知るものである。同サービスには、夢ナビ授業・夢ナビWeb・夢ナビライブといったバリエーションがある。

## 夢ナビ講義
大学教員への取材を元に作成された800字程度の記事。各教員が扱う専門分野のトピックを紹介した原稿とイメージイラスト、教員からのメッセージによって構成される。原稿は高校生が読解できるよう配慮されている。

## 夢ナビ授業
より得られた個々の関心事に関連する夢ナビ講義を印刷したシートが高等学校経由で当該高校生に手渡され、進路指導に活用される。

## 夢ナビWeb
公開中のすべての夢ナビ講義が閲覧できるウェブページ。関心事や教員の所属大学名から検索して対応する夢ナビ講義を閲覧できる。

## 夢ナビライブ
夢ナビ講義を提供する大学教員による生講義が実施されるイベント。講義は模擬講義と異なり1回30分でおこなわれ、学問の魅力をトピックで伝えることを目的としている。